# On The Ride
On The Ride es el DVD musical de Aly & AJ, lanzado el 4 de abril de 2006, presentándolas en su primer concierto organizado por Radio Disney, además haciendo promoción a su álbum debut, Into The Rush.

## Contenido
Incluye ocho interpretaciones extraídas de su primer concierto organizado por Radio Disney:
1. «Rush»
2. «Collapsed»
3. «On The Ride»
4. «No One»
5. «Something More» [versión acústica]
6. «Sticks And Stones»
7. «Do You Believe In Magic»
8. «Something More»

Entre cada canción ellas mismas explican de qué trata su experiencia de ser estrellas.
También incluye el video musical de «Rush», su primer sencillo.
- Datos: Q6050711